# Dionísio Calco
Dionísio Calco (Grego: Διονύσιος ὁ Χαλκοῦς,  Dionusios Khalkous), poeta elegíaco ateniense do Século V a.C.

## Biografia
Segundo Ateneu, Dionísio ganhou o apelido "Calco" (de bronze) por ter sugerido aos atenienses adotar moedas desse metal.
De sua obra poética sobreviveram alguns poemas sendo que todos se referem a banquetes, parecendo terem sido escritos especialmente para essas festas.
Plutarco lhe atribui a liderança de um grupo de colonos atenienses que fundou Túrios, em 443 a.C